# عبیدالله بن عباس
عبیدالله بن عباس بن عبدالمطلب ملقب به ابومحمد، پسرعمو و صحابه محمد و برادر محقق مشهور و راوی حدیث، عبدالله بن عباس بود. وی تقریباً دو سال پیش از هجرت محمد در مکه متولد و در دوران خلافت معاویه در سال ۵۸ هجری درگذشت.

## نسبت با محمد و ویژگی‌ها
پدرش عباس عموی محمد و مادرش ام‌الفضل بنت حارث الهلالیه، خواهر میمونه همسر محمد بود و از این طریق نیز عبیدالله به محمد مربوط می‌شد. عبیدالله بر خلاف برادرش، احادیث کمی روایت کرده اما به خاطر مهمان نوازی‌اش مشهور بوده‌است.

## دوران خلافت علی و حسن
عبیدالله از حامیان سرسخت علی بود و در زمان خلافت او، والی یمن گردید. او که در سال‌های ۳۷ و ۳۹ هجری/۶۵۸ و ۶۶۰ میلادی از طرف علی، سالاری حج را بر عهده داشت با سالار حج گماشته شده از سوی معاویه به نام یزید بن شجره رهاوی روبرو گردید و با او درگیر شد. در سال ۴۰ هجری/۶۶۰ میلادی، بسر بن ارطاة که مردی خشن بوداز سوی معاویه به سمت یمن لشکر کشی کرد، این درحالی بود که عبیدالله درگیر مقابله با مخالفان حکومت علی در یمن بود. بسر در آنجا فجایع زیادی مرتکب شد. از جمله در حالیکه عبیدالله خانواده‌اش را به بزرگان یمن سپرده بود تا در غیبتش از آن‌ها مراقبت کنند؛ اما بسر حتی به دو فرزند خردسال عبیدالله رحم نکرده آن‌ها را سر برید. عبیدالله که به همراه سعید بن نمران معاونش بسوی کوفه رفته بود از علی درخواست کمک برای مقابله با مخالفان نمود. سپس علی با توجه به درخواست وی سپاهی گسیل داشت و به مقابله با بسر بن ارطاة پرداخت.

### خیانت به حسن
عبیدالله در ابتدا از حامیان خلافت حسن بن علی بود. حسن بن علی به او دستور داد تا به سوی دمشق لشکری کشی کند با فرماندهی عبیدالله و  وقتی که معاویه به سمت ساباط پیش روی کرد به او وعده ۱ میلیون درهم داد که عبیدالله دست از جنگ کشید و به امام حسن خیانت کرد.

## بعد از صلح با معاویه
عبیدالله پس از صلح همراه با حسن و سایر هاشمیان و نیز اصحاب حسن به مدینه رفته، ساکن آنجا شد و بقیهٔ عمر خود را در مدینه گذراند و در همان‌جا درگذشت. البته در برخی اقوال آمده که او در یمن درگذشت. عبیدالله دارای همسر و فرزندانی چند بود که یکی از آن‌ها دختری بنام لبابه بود که به همسری عباس (کشته شده در کربلا، مشهور به ابوالفضل در نزد شیعیان) فرزند علی بن ابی‌طالب درآمد.